# Estadio Jaraguay
Das Estadio Jaraguay (vorher Estadio Municipal de Montería, deutsch Städtisches Stadion von Montería) ist ein Fußballstadion in der kolumbianischen Stadt Montería. Es bietet derzeit Platz für 12.000 Zuschauer und dient dem kolumbianischen Erstligisten Jaguares de Córdoba als Heimstätte.

## Geschichte und Zukunftspläne
| Estadio Jaraguay |

| Lokalisierung von Córdoba in Kolumbien |

Das Stadion wurde 2012 als Estadio Municipal de Montería erbaut. Es wurde bei den Juegos Nacionales im November 2012 eröffnet. Das erste Ligaspiel der Jaguares de Córdoba wurde am 3. Februar 2013 ausgetragen. Seit 2015 spielt der Verein in der ersten kolumbianischen Liga. Nach dem ersten Bauabschnitt bot das Stadion 8.000 Zuschauern Platz. 
Ende 2015 erhielt das Stadion den Namen Estadio Jaraguay, benannt nach einem indigenen Kaziken der Zenú.
Nach der Fertigstellung der Osttribüne hat das Stadion seit Juli 2017 eine Kapazität von 12.000 Plätzen. Die Einweihung der Osttribüne fand am 14. Juli 2017 statt.
Das Stadion soll in weiteren Bauabschnitten erst auf eine Kapazität von 22.000 Zuschauern erweitert werden und nach der letzten Bauphase 44.000 Zuschauern Platz bieten.

## Galerie

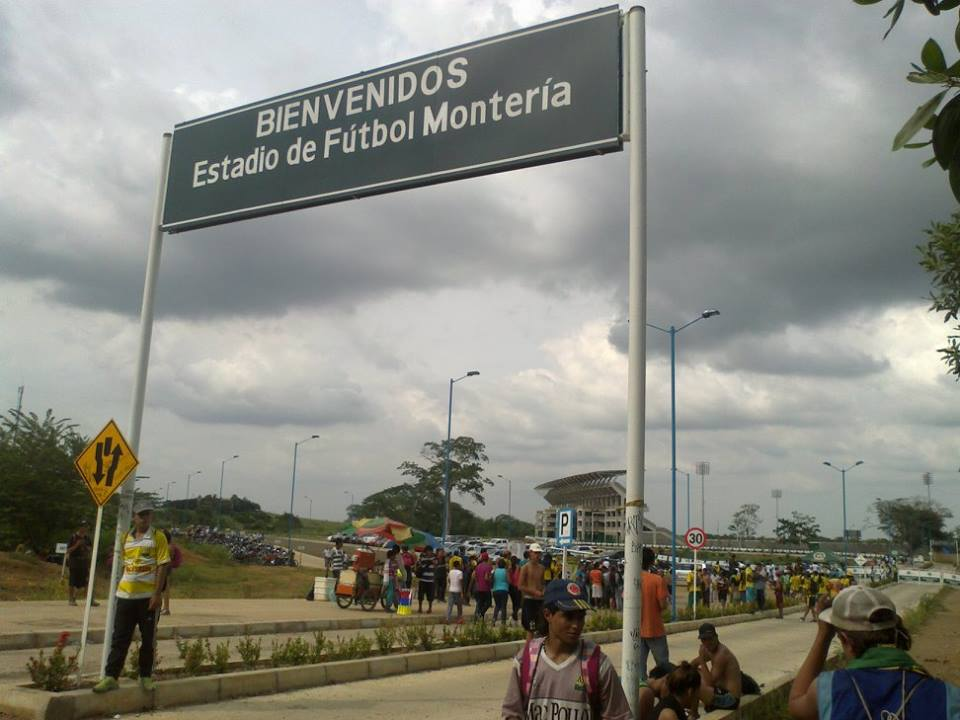
Zufahrt zum Estadio Jaraguay
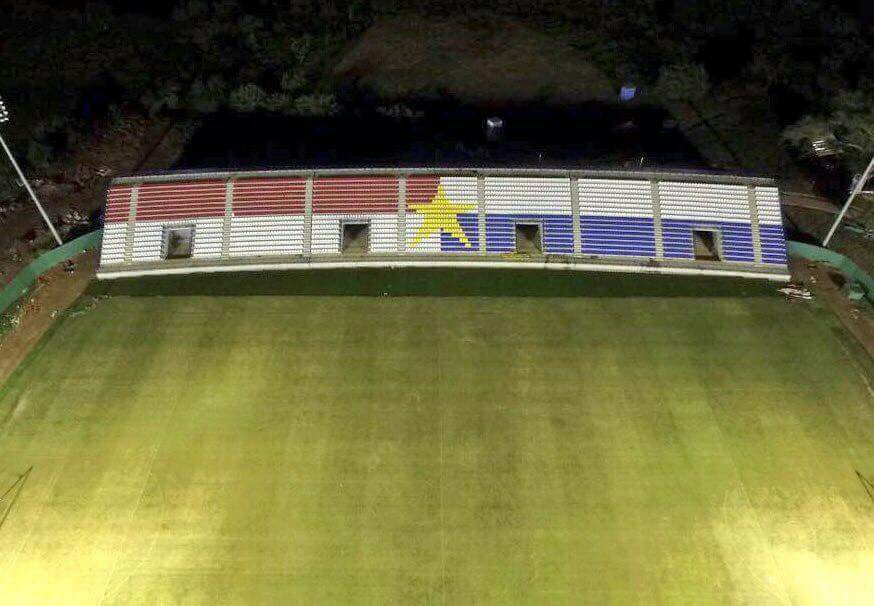
Die Osttribüne des Stadions